# Christine Schweitzer
Christine Schweitzer (* 1959 in Hamburg) ist eine deutsche Pazifistin und Friedensforscherin (Ph. D.). 2009 schloss sie ihre Promotion über Interventionen im Raum des ehemaligen Jugoslawien an der Universität Coventry bei Andrew Rigby ab.
Neben ihrer Tätigkeit als Friedenswissenschaftlerin ist sie als Praktikerin im Bereich der zivilen Konfliktbearbeitung und in der Friedensbewegung aktiv.

## Leben
Schweitzer studierte von 1978 bis 1987 in Göttingen und Köln Ethnologie sowie Ur- und Frühgeschichte und schloss ihr Studium 1987 mit dem Magister (M.A. phil.) ab. Danach war sie in der Föderation Gewaltfreier Aktionsgruppen – Graswurzelrevolution (FöGA) politisch aktiv und arbeitete bis 1992 in der Graswurzelwerkstatt Köln.
1988 und 1989 war sie an der Gründung des Bundes für Soziale Verteidigung (BSV) beteiligt.
In den 1990er Jahren befasste sie sich im Rahmen verschiedener Projekte, unter anderem als Mitgründerin des internationalen Balkan Peace Teams, mit den Konflikten im Raum des ehemaligen Jugoslawiens. Von 1995 bis 1998 war sie als Wissenschaftliche Beraterin über einen Dienstvertrag bei der Staatskanzlei Düsseldorf in der Abteilung „Auslandsbeziehungen“ beschäftigt und unterstützte die Landesregierung unter anderem bei der Entwicklung einer Ausbildung zur Friedensfachkraft im Rahmen des entstehenden Zivilen Friedensdienstes. Schweitzer war das erste Mal Geschäftsführerin bei BSV (von 1998 bis 2000) und außerdem seit 2001 beim Institut für Friedensarbeit und Gewaltfreie Konfliktaustragung (IFGK) angestellt. Parallel dazu begann ihre Arbeit (2000 bis 2008) als Research Director, dann Programme Director für die internationale Nichtregierungsorganisation (NRO) Nonviolent Peaceforce. Sie führte von 2010 bis 2012 in erster Linie Auftragsstudien durch und war zweimal ebenfalls für Nonviolent Peaceforce als Interim Programme Director tätig. Seit Oktober 2012 ist sie parallel als wissenschaftliche Angestellte für das IFGK und war bis zur Verrentung im März 2025 auch als Geschäftsführerin für den BSV tätig.
Sie ist außerdem langjährige Redakteurin des vom Netzwerk Friedenskooperative herausgegebenen FriedensForums.
Verschiedene ehrenamtliche Tätigkeiten in der Friedensbewegung und Friedensforschung umfassten auch Vorstandsämter bei den War Resisters’ International, bei der Zeitschrift Wissenschaft und Frieden, bei der Arbeitsgemeinschaft für Friedens- und Konfliktforschung und beim BSV. Sie wirkt außerdem mit bei der Plattform Zivile Konfliktbearbeitung und beim Archiv aktiv (Hamburg).
Von 2014 bis 2019 war sie Vorsitzende der War Resisters’ International (WRI).

## Publikationen (Auswahl)

### Als Autorin
- (2025) Unarmed Civilian Protection. Lessons for Planning for Social Defence, IFGK AP 29, February 2025, und die deutsche Fassung:

+ (2025) Unbewaffneter ziviler Schutz. Anregungen für die Planung von Sozialer Verteidigung, IFGK AP 30, Februar 2025
- (2016) mit Jörgen Johansen: To Prevent or to Stop Wars: What Can Peace Movements Do? Irene Publishing
- (2016) Unarmed Civilian Peacekeeping: Effectively Protecting Civilians Without Threat of Violence. Ellen Furnari, Rachel Julian and Christine Schweitzer, Editor: Bund für Soziale Verteidigung, Hintergrund- und Diskussionspapier Nr. 52, September 2016, 24 S.
- (2015) Gewaltfrei gegen Terror. Nichtmilitärische Optionen gegen den Islamischen Staat. Mit Aufsätzen von Christine Schweitzer und Kristin Williams. Hrsg. Bund für Soziale Verteidigung, November 2015.
- (2015) Soziale Verteidigung und Gewaltfreier Aufstand Reloaded. Neue Einblicke in zivilen Widerstand. Hintergrund- und Diskussionspapier Nr. 40, Februar 2015. Bund für Soziale Verteidigung, Minden.
- (2013) Krieg überwinden – hat das halb volle Glas einen Sprung? Hintergrund- und Diskussionspapier Nr. 33. Bund für Soziale Verteidigung, Minden, April 2013.
- (2012) mit Clemens Ronnefeldt, Karl Grobe-Hagel und Andreas Buro: Syrien zwischen gewaltfreiem Aufstand und Bürgerkrieg. Dossier V des Monitoring Projekts Zivile Konfliktbearbeitung. Hrsg. Kooperation für den Frieden, Bonn (online).
- (2010) Strategies of Intervention in Protracted Violent Conflicts by Civil Society Actors. The Example of Interventions in the Violent Conflicts in the Area of Former Yugoslavia. 1990–2002. Soziopublishing, Vehrte, ISBN 978-3-935431-17-0 (online; PDF; 1,7 MB).
- (2010) Für eine Welt ohne Rüstung und Militär. Nachdenken über gewaltfreie Alternativen. AP 24, September. IFGK, Wahlenau (online; PDF; 378 kB).
- (2009) Erfolgreich gewaltfrei. Professionelle Praxis in ziviler Friedensförderung. Hrsg. IFA, IFA, Berlin (online).

### Als Herausgeberin
- (2012) (Hrsg.): Ziviler Ungehorsam und Gewaltfreie Aktionen in den Bewegungen. AphorismA, Berlin, ISBN 978-3-86575-499-8.
- (2010) (Hrsg.): Civilian Peacekeeping – A Barely Tapped Ressource. Arbeitspapier Nr. 23, Institute for Peace Work and Nonviolent Conflict Transformation. Sozio-Publishing, Vehrte (online; PDF; 2,2 MB).
- (2006) Barbara Müller, Christine Schweitzer (Hrsg.): Zur Aktualität von Sozialer Verteidigung. Dokumentation eines Workshops von IFGK und BSV vom 15.–16. April 2005, Hrsg. IFGK/BSV, Sozio-Publishing 2006 (online; PDF; 4,2 MB).
- (2004) mit Björn Aust und Peter Schlotter (Hrsg.): Demokratien im Krieg, AFK-Friedensschriften Band 31, Nomos Verlagsgesellschaft, Baden-Baden, ISBN 978-3-8329-0754-9.
- (2001) Nonviolent Peaceforce Feasibility Study, Hrsg.: Christine Schweitzer, Beiträge von: Donna Howard – Mareike Junge – Corey Levine – Christine Schweitzer – Carl Stieren – Tim Wallis, Hamburg / St. Paul, September 2001 (online).
- (1999) Krieg und Vertreibung im Kosovo – Ist die NATO Feuerwehr oder Brandstifter? Hrsg.: IFGK, AP No. 11, June 1999 (online).

### Zeitschriften-, Buchbeiträge
- (2025) ,Ohne Waffen, aber nicht wehrlos? Gewaltfrei Sicherheit schaffen‘, in: Wintersteiner, Werner (Hrsg.) (2025): „Mehr Sicherheit ohne Waffen“. Zur Aktualität von Hans Thirrings Friedensplan, Wien:Promedia, S. 181–196
- (2024) ‚Social Defence Revisited‘, in: Brown, Craig S. (ed.) (2024): Gene Sharp. A Life Devoted to Exploring Nonviolent Actions, Irene Publishing, S. 33–53
- (2023) ‚UCP and conflict transformation‘, in: Furnari, Ellen; Janzen, Randy and Kabaki, Rosemary (eds.) Unarmed Civilian Protection. A New Paradigm for Protection and Human Security, Bristol University Press, S. 41–51
- (2022) ‚Schutz vor Gewalt in gewaltförmigen Konflikten: Peacekeeping‘, in: C. Cohrs, N. Knab & G. Sommer (Hrsg.), Handbuch Friedenspsychologie, online, https://handbuch-friedenspsychologie.de/buch/konzepte-des-friedens/konflikteskalation/schutz-vor-gewalt-in-gewaltfoermigen-konflikten-peacekeeping/
- (2020)‘Möglichkeiten und Grenzen lokaler Akteure in der Konfliktbearbeitung‘, in: Friedensethische Prüfsteine ziviler Konfliktbearbeitung, Hrsg. von Ines-Jacqueline Werkner und Heinz-Günther Stobbe, Politisch-ethische Herausforderungen Band 7, Wiesbaden: Springer VS, S. 67–84
- (2018) ‘Ziviler Widerstand und Soziale Verteidigung. Was wir heute über die Realität von Sozialer Verteidigung wissen’. In: Schnee von gestern oder Vision von morgen? Neue Wege Sozialer Verteidigung. Dokumentation der Jahrestagung des Bunds für Soziale Verteidigung 2018, HuD 58, Hrsg.: BSV, Minden S. 28–36
- (2014) A European Anti-War Movement: The Response of European Civil Society to the Conflicts in the Former Yugoslavia. In: Bettina Gruber (Hrsg.): The Yugoslav Example. Violence, War and Difficult Ways Towards Peace. Waxmann, Münster / New York 2014, ISBN 978-3-8309-2844-7, S. 63–77.
- (2012) Overcoming war: the importance of constructive alternatives. In: Charles P. Webel, Joergen Johansen (Hrsg.): Peace and Conflict Studies. A Reader. Routledge, London / New York 2012, ISBN 978-0-415-59129-4
- (2010) Overcoming War. In: Jørgen Johansen, John Y. Jones (Hrsg.): Experiments with Peace. A Book Celebrating Peace on Johan Galtung’s 80th Birthday. Pambazuka Press, ISBN 978-0-85749-019-3.
- (2010) Human Security: Providing Protection without Sticks and Carrots. In M. Pilisuk, M.N. Nagler (Eds.): Peace movements worldwide: History, psychology, and practices. Praeger, Santa Barbara, CA, ISBN 978-0-313-36478-5.
- (2009) Civilian Peacekeeping: Providing Protection Without Sticks and Carrots? In: Clark, Howard (eds.): People Power. Unarmed Resistance and Global Solidarity. Pluto Press, London / New York 2009, ISBN 978-0-7453-2901-7.
- (2004) Zivile Intervention. In: Gert Sommer, Albert Fuchs (Hrsg.): Krieg und Frieden. Handbuch der Konflikt- und Friedenspsychologie. Beltz Verlag, Weinheim/Basel/Berlin 2004, ISBN 978-3-935429-50-4.
- (2000) Krisenprävention und zivile Konfliktbearbeitung. In: Reiner Braun (Hrsg.): Der Balkan-Krieg – Analyse eines Exempels. Lehren aus dem Krieg im Kosovo. pad-Verlag, Witten/Dortmund, ISBN 978-3-88515-193-7.
- (2000) Mir Sada – The Story of a Nonviolent Intervention that Failed. In: Yeshua Moser-Puangsuwan, Thomas Weber (eds): Nonviolent Intervention Across Borders. A Recurrent Vision. Spark M. Matsunaga Institute for Peace, Honolulu, ISBN 978-1-880309-11-7.
- (2000) Gewaltfreiheit als Dritter Weg zwischen Konfliktvermeidung und gewaltsamer Konfliktaustragung (mit Barbara Müller). In: Wilhelm Kempf (Hrsg.): Konflikt und Gewalt: Ursachen – Entwicklungstendenzen – Perspektiven. Agenda Verlag, Münster, ISBN 978-3-89688-071-0.
- (2000) Was heißt Kriegsdienste verweigern heute? In: Wolfram Beyer (Hrsg.): Kriegsdienste verweigern – Pazifismus heute, Hommage an Ossip K. Flechtheim. Berlin 2000, ISBN 3-924041-18-0.[8]
- (1998) Intervention: zivil, militärisch oder gewaltfrei? In: Martin Grundmann, Hartwig Hummel (Hrsg.): Militär und Politik – Ende der Eindeutigkeiten? Nomos, Baden-Baden, ISBN 978-3-7890-5671-0.
- (1996) Was kann die internationale Friedensbewegung in Jugoslawien leisten und was nicht? und Mit ‚Offenen Augen‘ in Kroatien. Die Arbeit des Balkan Peace Team. Beides in: Pax Christi u. a. (Hrsg.): Jenseits der Gewalt. Arbeit für den Frieden in Ex-Jugoslawien. Komzi-Verlag, Idstein, ISBN 978-3-929522-32-7.
- (1993) Die Antikriegs- und Friedensbewegung im ehemaligen Jugoslawien: Wegbereiterin einer zivilen Gesellschaft? In: Jahrbuch Frieden 1994. Konflikte, Abrüstung, Friedensarbeit. Beck, München, ISBN 978-3-406-37416-6.